# Карл фон Біраго
Карл фон Біраго (нім. Karl von Birago; 24 квітня 1792 — 29 грудня 1845) — австрійський військовий інженер, математик, педагог, винахідник названої його іменем системи понтонних переправ, барон.

## Біографія
Карл Біраго народився 24 квітня 1792 року в Кашина д'Ольмо поблизу Мілана.
Спершу вивчав математику в Павійському університеті, потім у 1812 році вступив до Павійської військової школи, а в 1813 році став підпоручиком і призначений у цій військовій школі викладачем.
У 1816 році Біраго був прикомандирований до Військово-географічної інституту в Мілані, де займався зйомками і рекогностуванням в Ломбардії і Пармському окрузі. Пізніше був призначений на посаду вчителя математики школи корпусу піонерів в Мілані.
У 1825 році опублікував власну наукову працю «Система мостів і понтонів», в якій представив вигадану ним систему понтонних мостів для військових цілей, яка практично відразу була прийнята на озброєння. Пізніше він брав участь у зведенні Лінцських укріплень, для чого розробив спосіб установки в баштах гаубиць.
У 1835 році Карл фон Біраго керував укріпленням переправи через річку По поблизу міста Брешелло.
У 1839 році він також побудував у Брешелло військовий міст через річку По для Моденського герцога Франческо IV д'Есте, причому керувався тими теоріями, які виклав у своїй науковій праці. Зведений міст перевершив всі очікування, і в 1840 році йому доручили виготовлення великої кількості понтонних мостів за розробленою ним системою. Успіх Карла у даній справі був настільки великим, що офіцери з багатьох європейських армій прибували в австрійську столицю для ознайомлення з винаходом Біраго, якому було доручено командування піонерним і понтонним корпусами. Розроблена ним понтонна система з часом була прийнята за основу практично всіма великими європейськими арміями, включаючи Російську імператорську армію. Згодом дерев'яні понтони замінили на металеві, проте принцип Біраго довгий час залишався легко впізнаваним.
Сам інженер за найвищим указом став дворянином; йому було надано титул барона.
Карл фон Біраго помер 29 грудня 1845 року, був із почестями похований на кладовищі Святого Марка у Відні. Пізніше останки перепоховані на Центральному кладовищі.